# Semerți, Tărgoviște
Semerți (în bulgară Семерци) este un sat în comuna Antonovo, regiunea Tărgoviște,  Bulgaria. 

## Demografie
Componența etnică a satului Semerți
     Turci (34,76%)
     Bulgari (40,47%)
     Romi (24,28%)
     Nicio identificare (0,47%)
La recensământul din 2011, populația satului Semerți era de 210 locuitori. Nu există o etnie majoritară, locuitorii fiind bulgari (40,47%), turci (34,76%) și romi (24,28%). Pentru 0,47% din locuitori nu este cunoscută apartenența etnică.